# Xanthonycticebus
Xanthonycticebus – rodzaj ssaków naczelnych z podrodziny Lorisinae w obrębie rodziny lorisowatych (Lorisidae).

## Rozmieszczenie geograficzne
Rodzaj obejmuje gatunki występujące w Azji Południowo-Wschodniej na wschód od rzeki Mekong.

## Morfologia
Długość ciała 19,5–23 cm, ogon szczątkowy dochodzący do około 1,8 cm; masa ciała 420–424 g.

## Systematyka
Rodzaj zdefiniowali w 2022 roku brytyjscy prymatolodzy Kimberly Anne-Isola Nekaris i Vincent Nijman w artykule poświęconym opisowi nowego rodzaju, opublikowanym w czasopiśmie Zoosystematics and Evolution. Gatunkiem typowym jest (oznaczeni monotypowe) kukang mały  (X. pygmaeus).

### Etymologia
Xanthonycticebus: gr. ξανθος xanthos ‘żółty, złoty’; νυκτι- nukti- ‘nocny’, od νυξ nux, νυκτος nuktos ‘noc’; κηβος kēbos ‘długoogoniasta małpa’.

### Podział systematyczny
Takson wyodrębniony z Nycticebus w 2022 roku w oparciu o dane morfologiczne, behawioralne, kariotypowe i genetyczne; drogi rozwojowe Nycticebus i Xanthonycticebus rozeszły się około 10,5 miliona lat temu. Do rodzaju należą następujące gatunki:
| Grafika | Gatunek                      | Autor i rok opisu    | Nazwa zwyczajowa | Podgatunki         | Rozmieszczenie geograficzne                                     | Podstawowe wymiary                                | Status IUCN |
| ------- | ---------------------------- | -------------------- | ---------------- | ------------------ | --------------------------------------------------------------- | ------------------------------------------------- | ----------- |
|         | Xanthonycticebus intermedius | (Đào Văn Tiến, 1960) |                  | gatunek monotypowy | południowa Chińska Republika Ludowa, Wietnam (Quảng Nam) i Laos | DC: 21,4–24,8 cm DO: około 1,8 cm MC: brak danych | NE          |
|         | Xanthonycticebus pygmaeus    | (Bonhote, 1907)      | kukang mały      | gatunek monotypowy | Wietnam (Quảng Nam), południowy Laos i wschodnia Kambodża       | DC: 19,5–23 cm DO: około 1,8 cm MC: 420–424 g     | EN          |

Kategorie IUCN:  EN  – gatunek zagrożony;  NE  – gatunki niepoddane jeszcze ocenie.